# Casa Cubilà
La Casa Cubilà és una obra d'Oliana (Alt Urgell) inclosa a l'Inventari del Patrimoni Arquitectònic de Catalunya.

## Descripció
Edifici de dues plantes, cobert a dues aigües amb pissarra que formava part del castell de les Anoves. La porta d'entrada és un gran arc de mig punt. Al primer pis hi ha cinc finestres, les dues de la dreta són rectangulars i les de l'esquerra, més petites i quadrades. Les llindes són de fusta. La façana estava arrebossada, però es veuen les pedres sense desbastar de sota. hi ha porxos afegits fets amb maó.

## Història
El lloc de les Anoves és esmentat en documents des del 972, així com en l'acta de consagració de la Seu. Apareix també en l'acta de consagració de Sant Serni de Tavèrnoles, de 1040.
En desaparèixer les jurisdiccions senyorials al segle xix, el domini de les Anoves passà al capítol de la Seu d'Urgell.